# Lates stappersii
Lates stappersii är en fiskart som först beskrevs av Boulenger, 1914.  Lates stappersii ingår i släktet Lates och familjen Latidae. IUCN kategoriserar arten globalt som livskraftig. Inga underarter finns listade i Catalogue of Life.